# Коефіцієнт відтворення термоядерної енергії

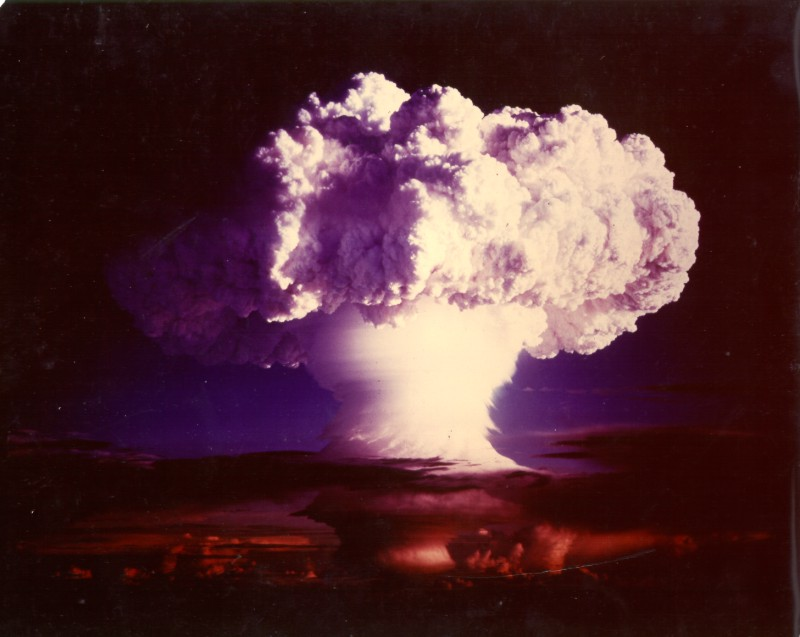
Вибух водневої термоядерної бомби «Ivy Mike». Це єдиний об'єкт створений людиною, що досяг коефіцієнта відтворення термоядерної енергії.

Коефіціє́нт відтво́рення термоя́дерної ене́ргії (Q) — співвідношення загальної енергії, яка виділяється у процесі реакції керованого термоядерного синтезу, що зрівноважує загальну енергію витрачену на запуск та підтримання реакції. Позначається символом Q. Реакція термоядерного синтезу стає самодостатньою і незбитковою, коли Q ≥ 1.
Щоб отримати коефіцієнт Q слід енергію, виділену в процесі термоядерної реакції поділити на енергію витрачену для розігріву плазми: Q = Pfusion/Pheat.
Метою «запалення», тобто досягнення стану плазми, що нагріває сама себе за допомогою термоядерної енергії без сторонніх енергетичних затрат, є досягнення безмежного Q. Хоча, запалення не є необхідною умовою для практичного застосування в реакторі. З іншого боку, досягнення Q = 20 потребує якості утримання майже такої ж як і потрібно для досягнення запалення, відповідно досі актуальним залишається критерій Лоусона.
Очікується, що в міжнародному експериментальному реакторі ITER, це співвідношення буде дорівнювати Q = 10. На демонстраційній термоядерній електростанції DEMO планується досягти Q = 25.